# Lista över fornlämningar i Enköpings kommun (Enköpings-Näs)
Lista över fornlämningar i Enköpings kommun (Enköpings-Näs) är en förteckning av ett urval av de fornlämningar som finns i Enköpings-Näs i Enköpings kommun.
| Namn                                     | Lämningstyp             | Tillkomsttid | Historisk indelning    | Plats | Läge                 | ID-nr          | Bild                                      |
| ---------------------------------------- | ----------------------- | ------------ | ---------------------- | ----- | -------------------- | -------------- | ----------------------------------------- |
| Enköpings-Näs 1:1                        | Gravfält                |              | Enköpings-Näs, Uppland |       | 59.567064, 17.017773 | 10022000010001 | Ladda upp en bild av detta fornminne      |
| Enköpings-Näs 3:1                        | Röse                    |              | Enköpings-Näs, Uppland |       | 59.568336, 17.017900 | 10022000030001 | Ladda upp en bild av detta fornminne      |
| Enköpings-Näs 4:1                        | Stensättning            |              | Enköpings-Näs, Uppland |       | 59.570893, 17.015402 | 10022000040001 | Ladda upp en bild av detta fornminne      |
| Enköpings-Näs 5:1                        | Gravfält                |              | Enköpings-Näs, Uppland |       | 59.568294, 17.018786 | 10022000050001 | Ladda upp en bild av detta fornminne      |
| Enköpings-Näs 6:1                        | Stensättning            |              | Enköpings-Näs, Uppland |       | 59.569614, 17.016929 | 10022000060001 | Ladda upp en bild av detta fornminne      |
| Enköpings-Näs 6:2                        | Stensättning            |              | Enköpings-Näs, Uppland |       | 59.569508, 17.017177 | 10022000060002 | Ladda upp en bild av detta fornminne      |
| Enköpings-Näs 7:1                        | Röse                    |              | Enköpings-Näs, Uppland |       | 59.572091, 17.024132 | 10022000070001 | Ladda upp en bild av detta fornminne      |
| Enköpings-Näs 7:2                        | Stensättning            |              | Enköpings-Näs, Uppland |       | 59.571952, 17.024266 | 10022000070002 | Ladda upp en bild av detta fornminne      |
| Enköpings-Näs 7:3                        | Stensättning            |              | Enköpings-Näs, Uppland |       | 59.572021, 17.024399 | 10022000070003 | Ladda upp en bild av detta fornminne      |
| Enköpings-Näs 9:1                        | Stensättning            |              | Enköpings-Näs, Uppland |       | 59.561571, 17.004013 | 10022000090001 | Ladda upp en bild av detta fornminne      |
| Enköpings-Näs 10:1                       | Runristning             |              | Enköpings-Näs, Uppland |       | 59.560467, 17.010883 | 10022000100001 | Ladda upp en bild av detta fornminne      |
| Enköpings-Näs 10:2                       | Runristning             |              | Enköpings-Näs, Uppland |       | 59.560445, 17.010085 | 10022000100002 | Ladda upp en bild av detta fornminne      |
| Enköpings-Näs 11:1                       | Gravfält                |              | Enköpings-Näs, Uppland |       | 59.560877, 17.015633 | 10022000110001 | Ladda upp en bild av detta fornminne      |
| Enköpings-Näs 13:1                       | Hällristning            |              | Enköpings-Näs, Uppland |       | 59.564005, 17.012118 | 10022000130001 | Ladda upp en bild av detta fornminne      |
| Enköpings-Näs 13:2                       | Stensättning            |              | Enköpings-Näs, Uppland |       | 59.563880, 17.012313 | 10022000130002 | Ladda upp en bild av detta fornminne      |
| Enköpings-Näs 13:3                       | Stensättning            |              | Enköpings-Näs, Uppland |       | 59.563994, 17.012819 | 10022000130003 | Ladda upp en bild av detta fornminne      |
| Enköpings-Näs 13:4                       | Stensättning            |              | Enköpings-Näs, Uppland |       | 59.563996, 17.013028 | 10022000130004 | Ladda upp en bild av detta fornminne      |
| Enköpings-Näs 15:1                       | Stensättning            |              | Enköpings-Näs, Uppland |       | 59.563591, 17.009688 | 10022000150001 | Ladda upp en bild av detta fornminne      |
| Enköpings-Näs 16:1                       | Stensättning            |              | Enköpings-Näs, Uppland |       | 59.561663, 17.028264 | 10022000160001 | Ladda upp en bild av detta fornminne      |
| Enköpings-Näs 17:1                       | Gravfält                |              | Enköpings-Näs, Uppland |       | 59.561910, 17.043111 | 10022000170001 | Ladda upp en bild av detta fornminne      |
| Enköpings-Näs 19:1                       | Gravfält                |              | Enköpings-Näs, Uppland |       | 59.558113, 17.031300 | 10022000190001 | Ladda upp en bild av detta fornminne      |
| Enköpings-Näs 21:1                       | Stensättning            |              | Enköpings-Näs, Uppland |       | 59.557405, 17.031053 | 10022000210001 | Ladda upp en bild av detta fornminne      |
| Enköpings-Näs 21:2                       | Stensättning            |              | Enköpings-Näs, Uppland |       | 59.557487, 17.031067 | 10022000210002 | Ladda upp en bild av detta fornminne      |
| Enköpings-Näs 22:1                       | Hög                     |              | Enköpings-Näs, Uppland |       | 59.556057, 17.046308 | 10022000220001 | Ladda upp en bild av detta fornminne      |
| Enköpings-Näs 22:2                       | Hög                     |              | Enköpings-Näs, Uppland |       | 59.556135, 17.046287 | 10022000220002 | Ladda upp en bild av detta fornminne      |
| Enköpings-Näs 23:1                       | Gravfält                |              | Enköpings-Näs, Uppland |       | 59.556219, 17.045115 | 10022000230001 | Ladda upp en bild av detta fornminne      |
| Enköpings-Näs 24:1                       | Gravfält                |              | Enköpings-Näs, Uppland |       | 59.553284, 17.041360 | 10022000240001 | Ladda upp en bild av detta fornminne      |
| Enköpings-Näs 26:1                       | Gravfält                |              | Enköpings-Näs, Uppland |       | 59.545853, 17.040681 | 10022000260001 | Ladda upp en bild av detta fornminne      |
| Enköpings-Näs 27:1                       | Stensättning            |              | Enköpings-Näs, Uppland |       | 59.542602, 17.056778 | 10022000270001 | Ladda upp en bild av detta fornminne      |
| Enköpings-Näs 29:1                       | Hög                     |              | Enköpings-Näs, Uppland |       | 59.540757, 17.059822 | 10022000290001 | Ladda upp en bild av detta fornminne      |
| Enköpings-Näs 29:2                       | Hög                     |              | Enköpings-Näs, Uppland |       | 59.540660, 17.059744 | 10022000290002 | Ladda upp en bild av detta fornminne      |
| Enköpings-Näs 30:1                       | Gravfält                |              | Enköpings-Näs, Uppland |       | 59.539797, 17.071864 | 10022000300001 | Ladda upp en bild av detta fornminne      |
| Enköpings-Näs 32:1                       | Stensättning            |              | Enköpings-Näs, Uppland |       | 59.545342, 17.085614 | 10022000320001 | Ladda upp en bild av detta fornminne      |
| Enköpings-Näs 33:1                       | Stensättning            |              | Enköpings-Näs, Uppland |       | 59.535970, 17.047016 | 10022000330001 | Ladda upp en bild av detta fornminne      |
| Enköpings-Näs 34:1                       | Gravfält                |              | Enköpings-Näs, Uppland |       | 59.541198, 17.043588 | 10022000340001 | Ladda upp en bild av detta fornminne      |
| Enköpings-Näs 38:1                       | Stensättning            |              | Enköpings-Näs, Uppland |       | 59.531733, 17.032205 | 10022000380001 | Ladda upp en bild av detta fornminne      |
| Enköpings-Näs 39:1                       | Gravfält                |              | Enköpings-Näs, Uppland |       | 59.540574, 17.042011 | 10022000390001 | Ladda upp en bild av detta fornminne      |
| Enköpings-Näs 43:1                       | Stensättning            |              | Enköpings-Näs, Uppland |       | 59.543192, 17.031678 | 10022000430001 | Ladda upp en bild av detta fornminne      |
| Enköpings-Näs 43:2                       | Stensättning            |              | Enköpings-Näs, Uppland |       | 59.543296, 17.031803 | 10022000430002 | Ladda upp en bild av detta fornminne      |
| Enköpings-Näs 44:1                       | Runristning             |              | Enköpings-Näs, Uppland |       | 59.542770, 17.022779 | 10022000440001 | Ladda upp en till bild av detta fornminne |
| Enköpings-Näs 44:2                       | Stensättning            |              | Enköpings-Näs, Uppland |       | 59.542578, 17.023018 | 10022000440002 | Ladda upp en bild av detta fornminne      |
| Enköpings-Näs 46:1                       | Runristning             |              | Enköpings-Näs, Uppland |       | 59.546004, 17.018279 | 10022000460001 | Ladda upp en till bild av detta fornminne |
| Enköpings-Näs 48:1                       | Stensättning            |              | Enköpings-Näs, Uppland |       | 59.550890, 17.024064 | 10022000480001 | Ladda upp en bild av detta fornminne      |
| Enköpings-Näs 48:2                       | Hög                     |              | Enköpings-Näs, Uppland |       | 59.550881, 17.024452 | 10022000480002 | Ladda upp en bild av detta fornminne      |
| Enköpings-Näs 49:1                       | Gravfält                |              | Enköpings-Näs, Uppland |       | 59.557078, 17.016512 | 10022000490001 | Ladda upp en bild av detta fornminne      |
| Enköpings-Näs 50:1                       | Gravfält                |              | Enköpings-Näs, Uppland |       | 59.557004, 17.013577 | 10022000500001 | Ladda upp en bild av detta fornminne      |
| Enköpings-Näs 51:1                       | Gravfält                |              | Enköpings-Näs, Uppland |       | 59.554363, 17.012545 | 10022000510001 | Ladda upp en bild av detta fornminne      |
| Enköpings-Näs 52:1                       | Stensättning            |              | Enköpings-Näs, Uppland |       | 59.549706, 17.001827 | 10022000520001 | Ladda upp en bild av detta fornminne      |
| Enköpings-Näs 52:2                       | Stensättning            |              | Enköpings-Näs, Uppland |       | 59.549613, 17.001820 | 10022000520002 | Ladda upp en bild av detta fornminne      |
| Enköpings-Näs 53:1                       | Gravfält                |              | Enköpings-Näs, Uppland |       | 59.547996, 17.001944 | 10022000530001 | Ladda upp en bild av detta fornminne      |
| Enköpings-Näs 56:1                       | Gravfält                |              | Enköpings-Näs, Uppland |       | 59.551810, 16.994542 | 10022000560001 | Ladda upp en bild av detta fornminne      |
| Enköpings-Näs 58:1                       | Röse                    |              | Enköpings-Näs, Uppland |       | 59.549524, 16.950562 | 10022000580001 | Ladda upp en bild av detta fornminne      |
| Enköpings-Näs 59:1                       | Gravfält                |              | Enköpings-Näs, Uppland |       | 59.547137, 16.969441 | 10022000590001 | Ladda upp en bild av detta fornminne      |
| Enköpings-Näs 60:1                       | Gravfält                |              | Enköpings-Näs, Uppland |       | 59.535159, 17.010494 | 10022000600001 | Ladda upp en bild av detta fornminne      |
| Enköpings-Näs 61:1                       | Gravfält                |              | Enköpings-Näs, Uppland |       | 59.534194, 17.011575 | 10022000610001 | Ladda upp en bild av detta fornminne      |
| Enköpings-Näs 62:1                       | Stensättning            |              | Enköpings-Näs, Uppland |       | 59.521200, 17.006372 | 10022000620001 | Ladda upp en bild av detta fornminne      |
| Enköpings-Näs 63:1                       | Stensättning            |              | Enköpings-Näs, Uppland |       | 59.518280, 17.010596 | 10022000630001 | Ladda upp en bild av detta fornminne      |
| Enköpings-Näs 64:1                       | Grav- och boplatsområde |              | Enköpings-Näs, Uppland |       | 59.516207, 17.015319 | 10022000640001 | Ladda upp en bild av detta fornminne      |
| Enköpings-Näs 71:1                       | Stensättning            |              | Enköpings-Näs, Uppland |       | 59.516404, 17.004312 | 10022000710001 | Ladda upp en bild av detta fornminne      |
| Enköpings-Näs 74:1                       | Stensättning            |              | Enköpings-Näs, Uppland |       | 59.557753, 16.990173 | 10022000740001 | Ladda upp en bild av detta fornminne      |
| Enköpings-Näs 75:1                       | Stensättning            |              | Enköpings-Näs, Uppland |       | 59.555922, 16.994921 | 10022000750001 | Ladda upp en bild av detta fornminne      |
| Enköpings-Näs 79:1                       | Stensättning            |              | Enköpings-Näs, Uppland |       | 59.550013, 16.959650 | 10022000790001 | Ladda upp en bild av detta fornminne      |
| Enköpings-Näs 80:1                       | Hög                     |              | Enköpings-Näs, Uppland |       | 59.557592, 17.016001 | 10022000800001 | Ladda upp en bild av detta fornminne      |
| Enköpings-Näs 80:2                       | Stensättning            |              | Enköpings-Näs, Uppland |       | 59.557282, 17.015733 | 10022000800002 | Ladda upp en bild av detta fornminne      |
| Hammartorp (Enköpings-Näs 82:1)          | Lägenhetsbebyggelse     |              | Enköpings-Näs, Uppland |       | 59.543520, 16.999922 | 10022000820001 | Ladda upp en bild av detta fornminne      |
| Enköpings-Näs 84:1                       | Gravfält                |              | Enköpings-Näs, Uppland |       | 59.555252, 17.039350 | 10022000840001 | Ladda upp en bild av detta fornminne      |
| Enköpings-Näs 85:1                       | Hög                     |              | Enköpings-Näs, Uppland |       | 59.564501, 17.053482 | 10022000850001 | Ladda upp en bild av detta fornminne      |
| Enköpings-Näs 89:1                       | Stensättning            |              | Enköpings-Näs, Uppland |       | 59.542370, 17.066389 | 10022000890001 | Ladda upp en bild av detta fornminne      |
| Enköpings-Näs 90:1                       | Stensättning            |              | Enköpings-Näs, Uppland |       | 59.542263, 17.057374 | 10022000900001 | Ladda upp en bild av detta fornminne      |
| Enköpings-Näs 94:1                       | Stensättning            |              | Enköpings-Näs, Uppland |       | 59.544139, 16.991581 | 10022000940001 | Ladda upp en bild av detta fornminne      |
| Enköpings-Näs 97:1                       | Hällristning            |              | Enköpings-Näs, Uppland |       | 59.563494, 17.020845 | 10022000970001 | Ladda upp en bild av detta fornminne      |
| Enköpings-Näs 117                        | Stensättning            |              | Enköpings-Näs, Uppland |       | 59.561511, 17.004773 | 12000000003339 | Ladda upp en bild av detta fornminne      |
| Enköpings-Näs 118                        | Lägenhetsbebyggelse     |              | Enköpings-Näs, Uppland |       | 59.562793, 17.006411 | 12000000003341 | Ladda upp en bild av detta fornminne      |
| Enköpings-Näs 126                        | Gravfält                |              | Enköpings-Näs, Uppland |       | 59.561592, 17.006248 | 12000000003362 | Ladda upp en bild av detta fornminne      |
| Enköpings-Näs 127                        | Gravfält                |              | Enköpings-Näs, Uppland |       | 59.560787, 17.005691 | 12000000003369 | Ladda upp en bild av detta fornminne      |
| Talltorpen (Enköpings-Näs 130)           | Lägenhetsbebyggelse     |              | Enköpings-Näs, Uppland |       | 59.562939, 17.003740 | 12000000003373 | Ladda upp en bild av detta fornminne      |
| Enköpings-Näs 131                        | Hällristning            |              | Enköpings-Näs, Uppland |       | 59.563049, 17.025916 | 12000000003374 | Ladda upp en bild av detta fornminne      |
| Enköpings-Näs 135                        | Stensättning            |              | Enköpings-Näs, Uppland |       | 59.539874, 17.069498 | 12000000003379 | Ladda upp en bild av detta fornminne      |
| Enbackatorpet (Enköpings-Näs 143)        | Lägenhetsbebyggelse     |              | Enköpings-Näs, Uppland |       | 59.552910, 17.069329 | 12000000003387 | Ladda upp en bild av detta fornminne      |
| Enköpings-Näs 144                        | Hällristning            |              | Enköpings-Näs, Uppland |       | 59.555037, 17.049788 | 12000000003388 | Ladda upp en bild av detta fornminne      |
| Nedergården (Enköpings-Näs 146)          | Lägenhetsbebyggelse     |              | Enköpings-Näs, Uppland |       | 59.554821, 17.050096 | 12000000003390 | Ladda upp en bild av detta fornminne      |
| Hagstugan (Enköpings-Näs 153)            | Lägenhetsbebyggelse     |              | Enköpings-Näs, Uppland |       | 59.544537, 17.086855 | 12000000003397 | Ladda upp en bild av detta fornminne      |
| Kiellgården (Enköpings-Näs 157)          | Lägenhetsbebyggelse     |              | Enköpings-Näs, Uppland |       | 59.554941, 17.052332 | 12000000003401 | Ladda upp en bild av detta fornminne      |
| Enköpings-Näs 163                        | Hällristning            |              | Enköpings-Näs, Uppland |       | 59.563703, 17.053088 | 12000000003407 | Ladda upp en bild av detta fornminne      |
| Enköpings-Näs 165                        | Stensättning            |              | Enköpings-Näs, Uppland |       | 59.542708, 16.949910 | 12000000003419 | Ladda upp en bild av detta fornminne      |
| Enköpings-Näs 169                        | Lägenhetsbebyggelse     |              | Enköpings-Näs, Uppland |       | 59.532804, 17.047384 | 12000000003446 | Ladda upp en bild av detta fornminne      |
| Nytorp (Enköpings-Näs 174)               | Lägenhetsbebyggelse     |              | Enköpings-Näs, Uppland |       | 59.534742, 16.996194 | 12000000003483 | Ladda upp en bild av detta fornminne      |
| Enköpings-Näs 181                        | Stensättning            |              | Enköpings-Näs, Uppland |       | 59.536187, 17.001624 | 12000000003534 | Ladda upp en bild av detta fornminne      |
| Enköpings-Näs 187                        | Lägenhetsbebyggelse     |              | Enköpings-Näs, Uppland |       | 59.539258, 17.041564 | 12000000003817 | Ladda upp en bild av detta fornminne      |
| Furuberg (Enköpings-Näs 192)             | Lägenhetsbebyggelse     |              | Enköpings-Näs, Uppland |       | 59.556341, 16.982044 | 12000000003822 | Ladda upp en bild av detta fornminne      |
| Enköpings-Näs 195                        | Stensättning            |              | Enköpings-Näs, Uppland |       | 59.551707, 17.029334 | 12000000003825 | Ladda upp en bild av detta fornminne      |
| Snyggbo (Enköpings-Näs 202)              | Lägenhetsbebyggelse     |              | Enköpings-Näs, Uppland |       | 59.543024, 17.031846 | 12000000003834 | Ladda upp en bild av detta fornminne      |
| Skillingsbergstorpet (Enköpings-Näs 208) | Lägenhetsbebyggelse     |              | Enköpings-Näs, Uppland |       | 59.555295, 17.017491 | 12000000003840 | Ladda upp en bild av detta fornminne      |
| Gamla Kolarberg (Enköpings-Näs 213)      | Lägenhetsbebyggelse     |              | Enköpings-Näs, Uppland |       | 59.539577, 17.031819 | 12000000003845 | Ladda upp en bild av detta fornminne      |
| Enköpings-Näs 215                        | Husgrund, historisk tid |              | Enköpings-Näs, Uppland |       | 59.557694, 16.988425 | 12000000003847 | Ladda upp en bild av detta fornminne      |
| Enköpings-Näs 234                        | Stensättning            |              | Enköpings-Näs, Uppland |       | 59.541581, 16.995192 | 12000000089802 | Ladda upp en bild av detta fornminne      |